# Дубасов, Фёдор Васильевич
Фёдор Васильевич Дуба́сов (21 июня [3 июля] 1845 — 19 июня [2 июля] 1912; Санкт-Петербург) — русский военно-морской и государственный деятель, генерал-адъютант (14.03.1905), адмирал (06.12.1906) из дворянского рода Дубасовых. На посту Московского генерал-губернатора (24.11.1905—05.07.1906) руководил подавлением Декабрьского вооружённого восстания.

## Биография
Родился в семье отставного лейтенанта флота. Отец подал прошение о зачислении трёхлетнего Фёдора в Морской кадетский корпус в Петербурге, и он стал кандидатом, кадетом был определён 17 сентября 1857 года. 1 января 1861 года был зачислен на действительную службу, а 17 января 1863 года после окончания корпуса произведён в гардемарины.

### Служба во флоте
В 1863-1867 годах проходил службу в Сибирской флотилии на винтовой лодке «Морж», шхуне «Сахалин», корветах «Варяг» и «Богатырь», клипере «Изумруд». На корвете «Варяг» в чине мичмана (произведён 12 июля 1865 года) совершил кругосветное путешествие в должности вахтенного помощника. Побывал в США, на Дальнем Востоке России, в Японии и Китае. По итогам четырёхлетнего плавания был награждён орденом Святого Станислава 3 степени.
В 1867 году вернулся на Балтику. В 1868–1870 годах учился на гидрографическом отделении Академического курса морских наук Морской академии и в период обучения был произведён в лейтенанты (1 января 1869 года).
С 28 мая 1871 года был прикомандирован к Гвардейскому экипажу (1 апреля 1872 года зачислен в штат) и до сентября следующего года служил на императорской яхте «Забава». В сентябре 1872 – июне 1874 служил на императорской яхте «Держава», а затем, до января 1876 года, был старшим офицером яхты наследника-цесаревича «Славянка».
11 января 1876 назначен командующим 4-й ротой, а 9 ноября – командиром 8-й роты Гвардейского экипажа, сформированной для отправки в сухопутный поход действующей армии против турок (выступил из Петербурга 18 ноября 1876 года). 22 ноября прибыл в Кишинёв в составе отряда Гвардейского экипажа. Со 2 декабря 1876 по 7 января 1877 года находился в поездке по портам Чёрного моря с целью заготовки материалов, необходимых для переправы через Дунай. В январе-марте 1877 года занимался заказами минного вооружения и вопросами снабжения. 31 марта был назначен начальником отряда из двух катеров и командиром катера «Ксения». 16–23 апреля осуществил минные постановки в устье Дуная.

### Участие в русско-турецкой войне
9 мая 1877 года, после начала войны с Турцией ему было вверено командование паровым минным катером «Цесаревич». В ночь с 13 на 14 мая 1877 года капитан-лейтенант Ф. В. Дубасов и лейтенант А. П. Шестаков с несколькими мичманами и матросами на двух минных катерах (ещё 2 катера участия в атаке не приняли по разным причинам) атаковали турецкие броненосцы, взорвали с помощью двух шестовых мин и потопили турецкий однобашенный броненосный монитор «Сеифи». Дубасов, мичманы Персин и Баль подплыли на трёх катерах к затонувшему броненосцу и сняли с него флаг. Дубасов и Шестаков первыми в ту кампанию были награждены орденом Святого Георгия 4-й степени (16 мая). 18 мая принял в личное командование канонерскую лодку «Великий князь Николай». 26 мая поступил в состав отряда капитана 1-го ранга И. Г. Рогули, для устройства минных заграждений, подготовки и устройства переправы для 14-го Отдельного армейского корпуса. 21 июля, оставаясь командиром канонерской лодки, принял командование этим отрядом.
С 21 сентября по 7 октября вместе с отрядом находился под крепостью Силистрия для уничтожения устраиваемой турками переправы через Дунай. 26 октября был награждён золотым оружием с надписью «За храбрость» – «за устройство минных заграждений в нижних частях реки Дунай». 1 января 1878 был произведён в капитан-лейтенанты «за отличие в делах против турок». После подписания в марте 1878 года Сан-Стефанского мирного договора занимался снятием минных заграждений на реке Дунай. После окончания военных действий получил ещё пять наград – как российских, так и иностранных.

### Командир кораблей
Вскоре по окончании войны выступил обвинителем на судебном процессе по делу о крушении у берегов Крыма яхты «Ливадия». В своей речи он предъявил обвинение в гибели судна командованию флотом, проявившему при попытках спасти яхту полную неорганизованность. Выступление Дубасова приобрело общественную огласку, а он сам был переведён на Балтийский флот.
После возвращения в Петербург 31 июля 1878 года был назначен командиром крейсера Добровольного флота «Россия» с увольнением для службы на коммерческих судах. Однако уже 26 ноября он был назначен флигель-адъютантом Свиты императора Александра II с зачислением в Гвардейский экипаж. В 1879–1880 годах командовал отрядом миноносок Гвардейского экипажа.
Весной 1882 года, будучи в отпуске за границей, находился в распоряжении морского агента России в Великобритании и Франции вице-адмирала И. Ф. Лихачёва. С 10 мая 1882 года являлся начальником практического отряда миноносок Балтийского флота, оставаясь флигель-адъютантом императора и находясь в составе Гвардейского экипажа. Однако 9-го августа того же года вторично был уволен от службы («по домашним обстоятельствам», с пожалованием чина капитана 2 ранга и с мундиром).
15 мая 1883 года вновь был определён на службу с прежним чином капитан-лейтенанта, а 7 июля зачислен в 8-й флотский экипаж. С 26 ноября 1883 года по 22 октября 1885 года командовал крейсером «Африка». При этом 26 февраля 1885 года был произведён в капитаны 2-го ранга. 13 марта он выступил с сообщением «Тактика миноносок» в «собрании для морской игры», под председательством контр-адмирала Н. В. Копытова. Это сообщение было опубликовано в «Морском сборнике» (1885, No 5). В том же году подготовил записку «О стратегическом значении и обороне Моонзунда».
1 сентября 1885 года был старшим на борту миноноски «Удав», когда корабль наскочил на камни и затонул (через три дня «Удав» был поднят, но в 1887 году разобран на металл). В 1886 году ему пришлось быть обвиняемым по делу о потоплении судна. На суде он произнёс замечательную речь, в которой выступил с защитой не столько себя, сколько новой отрасли военно-морского дела – «миноносного дела». Суд Дубасова оправдал, а его речь была опубликована в виде отдельной брошюры и почти сразу переиздана военными ведомствами Великобритании и Франции.
1 января 1887 года произведён в капитаны 1-го ранга. С 4 апреля по 11 ноября того же года являлся флаг-капитаном походного штаба старшего флагмана командующего Практической эскадрой, а затем флаг-капитаном – «до нового сформирования походных штабов». 18 ноября 1887 года он представил управляющему Морским министерством вице-адмиралу И. А. Шестакову записку «Какой нужен для России флот» (было наложено резюме: «Весьма замечательная работа и заслуживает внимательного изучения. Аргументы не всегда подобраны счастливо, – но общие заключения, кажется, в общих
чертах положительно правильны и неопровержимы»).
С 7 марта по 31 декабря 1888 года командовал фрегатом «Светлана» в составе Учебной эскадры Морского училища. 30 марта 1888 года он прочитал воспитанникам училища лекцию о миноносной войне, которая вскоре была напечатана в «Морском сборнике» (1888, No 5) и отдельной брошюрой. В декабре 1888 года являлся членом Комиссии по рассмотрению проекта положения об управлении морскими командами на берегу.
С 1 января 1889 года до 18 июня 1891 года командовал броненосным фрегатом «Владимир Мономах», который совершил плавание на Дальний Восток, сопровождая крейсер «Память Азова» с наследником престола, цесаревичем Николаем Александровичем на борту. В этом плавании Дубасов познакомился с будущим императором России и был награждён орденом Святой Анны 2 степени, сиамским орденом Белого слона 3 класса и японским орденом Восходящего солнца 2 степени со звездой.
19 июня – 26 сентября 1891 года командовал броненосцем «Пётр Великий», 27 сентября – 31 декабря – броненосной батареей «Не тронь меня».

### На руководящих должностях
23 мая 1892 – 13 марта 1896 года – морской агент (военно-морской атташе) в Германии. Состоял пожизненным членом в берлинском православном Свято-Князь-Владимирском братстве. С 30 августа 1893 – контр-адмирал.
После возвращения в Россию 20 июня 1896 года завершил свой труд «Крейсерская война» и представил его великому князю Константину Константиновичу со своим посвящением (эта работа так и не была опубликована).
16 декабря 1896 года назначен младшим флагманом Тихоокеанской эскадры, затем являлся командующим (1897–1899) и начальником эскадры. Одновременно с назначением начальником эскадры 15 марта 1899 года был произведён в вице-адмиралы. 6 декабря того же года назначен старшим флагманом 1-й флотской дивизии.
Под его командованием в декабре 1897 года эскадра вошла и начала базироваться в Порт-Артуре, хотя сам Дубасов был противником устройства базы флота в этом порту, предпочитая ему бухту Мозампо.

«Государь Император объявляет Высочайшую благодарность Командующему эскадрою в Тихом океане вице-адмиралу Дубасову и Монаршее благоволение — всем чинам вверенной ему эскадры и сухопутного отряда за отличное выполнение возложенных на него поручений по занятию Порт-Артура и Таллиенвана.»— Из приказа по Морскому ведомству 19 марта 1898 года
После возвращения в Санкт-Петербург 6 декабря 1899 года был назначен старшим флагманом 1-й флотской дивизии.

### Государственная служба
1 января 1901 — 8 августа 1905 — председатель Морского технического комитета (МТК). В этом качестве сотрудничал с С.О. Макаровым, Е. В. Колбасьевым, А. Н. Крыловым.
В 1904—1905 годах был членом Международной комиссии, созданной для расследования Гулльского инцидента (в комиссию вошли – вице-адмирал Льюис Бьюмонт (от Британии), вице-адмирал Эрнест Фурнье (от Франции, избран председателем комиссии), контр-адмирал Чарльз Дэвис (от США), адмирал Герман фон Спаун (от Австро-Венгрии)). Заседания комиссии продолжались в Париже с 9 января по 25 февраля 1905 года. По итоговому докладу высказал особое мнение, что «поблизости от русской эскадры находились подозрительные суда, которые и вызвали огонь» эскадры вице-адмирала Рожественского. За успешное разрешение дела 14 марта 1905 года был зачислен в Свиту Его Величества генерал-адъютантом с оставлением в должности председателя МТК.

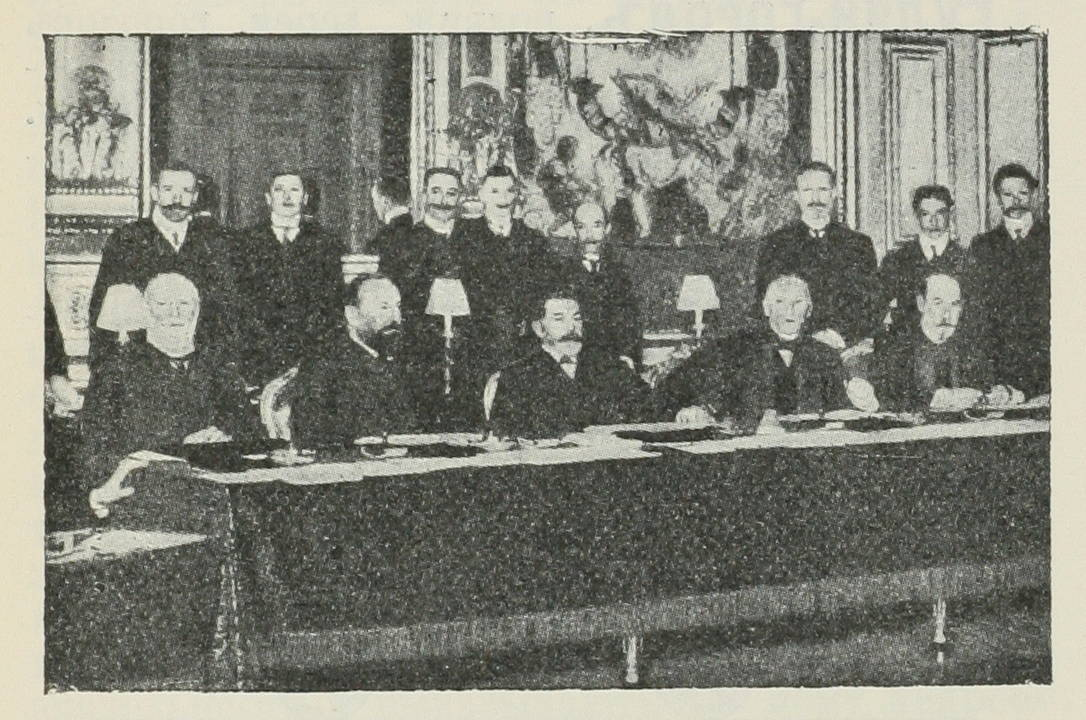
Комиссия по Гулльскому инциденту
(Дубасов сидит второй справа)

14 июня 1905 года был назначен постоянным членом новообразованного Совета государственной обороны (СГО) и, в связи с этим, 8 августа освобождён от должности председателя Морского технического комитета.
Осенью 1905 года был командирован для подавления крестьянских волнений в Черниговскую, Полтавскую и Курскую губернии; в Курской губернии распространил объявление, в котором говорилось: «Если сельские общества или хотя немногие из их членов позволят себе произвести беспорядки, то все жилища такого общества и всё его имущество будут по приказу моему уничтожены».
24 ноября 1905 года по предложению председателя Совета министров С. Ю. Витте назначен Московским генерал-губернатором. Руководил подавлением Декабрьского вооружённого восстания в Москве. 7 декабря 1905 года объявил Москву и Московскую губернию в положении чрезвычайной охраны.  Ввел практику расстрела захваченных дружинников на месте. 

"С первых дней московского восстания центральная власть в лице министра внутренних дел Дурново подстегивала генерал-губернатора Дубасова скорее расстреливать арестованных-пленных. Уже 10 декабря Дурново запрашивал Дубасова: «Предполагаете ли предавать арестованных бунтовщиков военному суду для непременного и быстрого применения статьи двести семьдесят девятой Воинского устава? Благоволите ответить». По-видимому, после обстрела училища Фидлера и ареста там дружинников Дурново докладывал об этом царю и получил благословение расстреливать задержанных на месте без суда. В шифрованной телеграмме от 16 декабря министр внутренних дел уведомлял Дубасова, что он докладывал (в телеграмме не указано, кому докладывал) свой разговор с генерал-губернатором и «требуется в отношении фидлеровцев быстрейшее решение и исполнение». Телеграмма заканчивалась многозначительными словами: «в общем принято одобренное вами решение кончать бесповоротно и окончательно в каждом случае на месте»."— М.Н.Гернет. История царской тюрьмы. (Карательные экспедиции в 1905 году. Глава 4. Военно-окружные суды и Трубецкой бастион § 13. Карательные экспедиции царских палачей в 1905 году и дело об убийстве полковника Мина, рассмотренное военно-окружным судом в Трубецком бастионе).
Полиция сумела предупредить попытку покушения на Дубасова, но состоялось второе. 23 апреля 1906 года в 12 часов дня, по окончании праздничного богослужения в Большом Успенском соборе, в коляску Дубасова боевик-эсер Б. Вноровский бросил бомбу. Адъютант Дубасова граф С. Н. Коновницын был убит, кучер — ранен, а самому адмиралу раздробило ступню левой ноги.
15 января 1906 года назначен членом Государственного совета. 5 июля 1906 года император Николай II удовлетворил просьбу Дубасова об увольнении с должности Московского генерал-губернатора по состоянию здоровья.

После продолжительного отпуска за границей для лечения вернулся в Петербург, где 2 декабря 1906 года, в годовщину московского восстания, во время прогулки по Таврическому саду члены «летучего террористического отряда» эсеров П. Воробьёв и В. Березин произвели по нему 13 выстрелов, а ещё двое боевиков бросили бомбу, начинённую мелкими гвоздями. Дубасов был оглушён и слегка ранен, но остался жив. Обратился к царю с просьбой о помиловании двоих покушавшихся, приговорённых к смертной казни. Однако царь отклонил эту просьбу и нападавшие были повешены 4 декабря. 

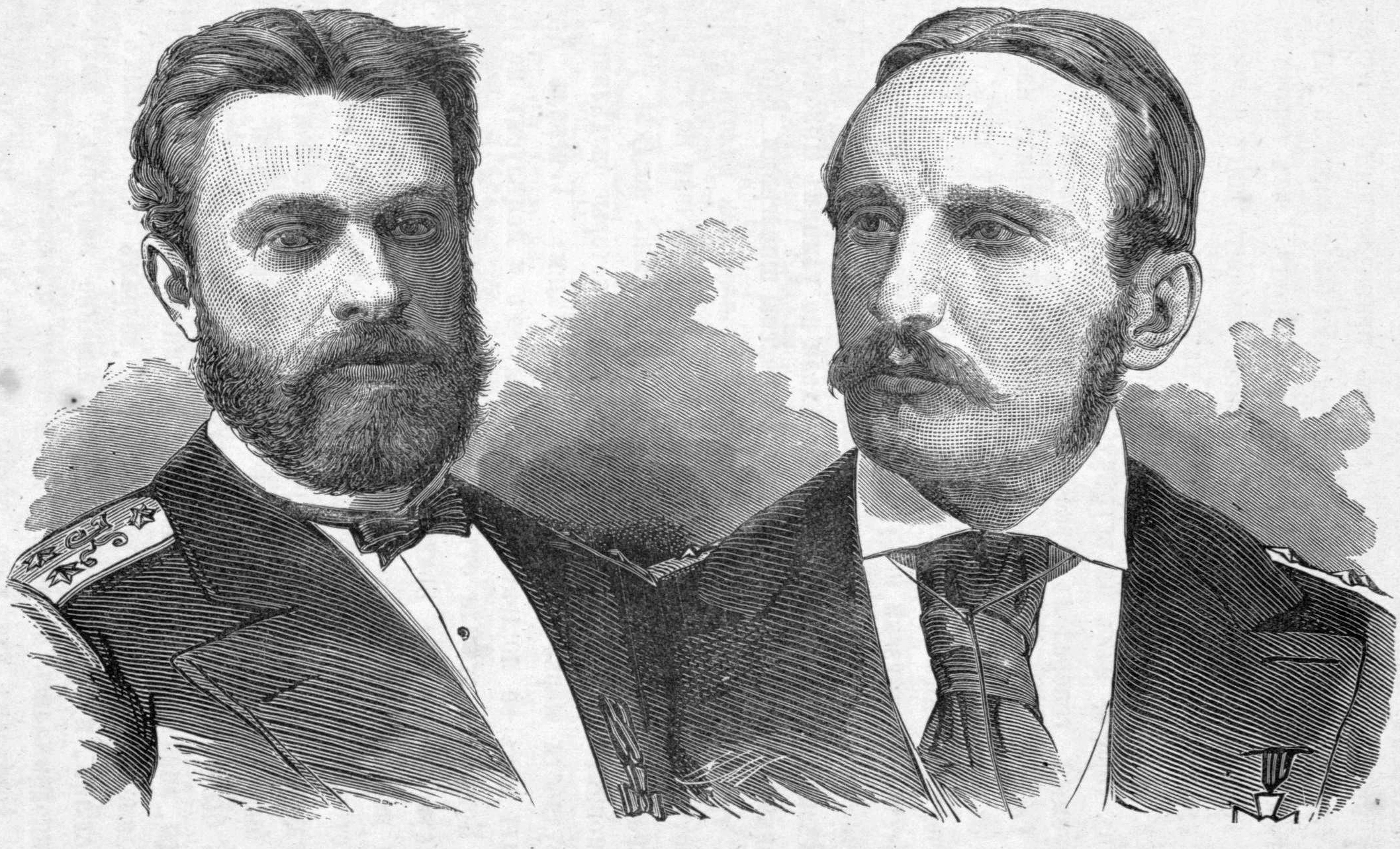
А. П. Шестаков и Ф. В. Дубасов, 1878

6 декабря 1906 года произведён в чин адмирала с оставлением членом Государственного Совета в звании генерал-адъютанта и в должности постоянного члена СГО, в котором активно работал до его упразднения в 1909 году.
В Государственном Совете входил в «группу правых». Он, в частности, активно работал в Финансовой комиссии по вопросам, связанным с развитием флота и укреплением обороноспособности России. Будучи членом СГО и Государственного Совета, не терял связей с Морским министерством, изучал различные аналитические материалы и выполнял отдельные поручения. Однако, по свидетельству С. Ю. Витте, отказался принять должность морского министра, которая ему предлагалась, «по состоянию здоровья», хотя на самом деле сомневался в возможности реформирования морского ведомства так, как ему казалось правильным. По приглашению морского министра России адмирала И. М. Дикова участвовал в совещаниях по определению «главных оснований программы кораблестроения» и в рассмотрении проектов отдельных кораблей, в частности новых линейных кораблей. В августе 1907 года совершил плавание из Кронштадта к Мурманскому берегу России для изучения вопроса о целесообразности сооружения там порта.
Стал одним из инициаторов создания исторической комиссии по сбору и изучению материалов о действиях флота в
период Русско-японской войны. В 1909 году передал в эту комиссию копию своей записки 1898 года с изложением своих соображений о занятии Порт-Артура и указанием выгод для занятия порта Мозампо, а в 1910 году – сборник документов из своей служебной переписки как начальника Тихоокеанской эскадры с Морским министерством, подчинёнными ему флагманами, командирами кораблей и дипломатическими представителями на Дальнем Востоке. Сборник документов Дубасова, дополненный другими материалами, был издан комиссией в 1912 году.

### Последние годы жизни
В последние годы жизни тяжело болел — сказывались ранения. Последним его большим делом было активное участие в строительстве храма Спаса-на-Водах в Санкт-Петербурге  в память моряков, погибших в Порт-Артуре и при Цусиме.
Умер в Санкт-Петербурге в 1912 году, за 3 дня до своего 67-летия. Похороны состоялись 21 июня, в день его рождения, в Александро-Невской лавре, на Тихвинском кладбище. В память о Ф. В. Дубасове на Путиловской верфи в годы Первой мировой войны был заложен эскадренный миноносец «Лейтенант Дубасов» типа «Новик» для Балтийского флота (события 1917 года помешали достройке). Не сохранилась и его могила.

## Награды
- Орден Святого Станислава 3-й степени (07.07.1867),
- Орден Святой Анны 3-й степени (01.01.1874),
- Орден Святого Георгия 4-й степени (16.05.1877),
- Золотое оружие с надписью "За храбрость" (26.10.1877),
- Орден Святого Владимира 4-й степени с мечами и бантом (22.03.1878),
- Орден Святого Станислава 2-й степени (01.01.1880),
- Орден Святой Анны 2-й степени (01.01.1889),
- Орден Святого Владимира 3-й степени (01.01.1894),
- Орден Святого Станислава 1-й степени (06.12.1896),
- Орден Святой Анны 1-й степени (06.12.1898),
- Орден Святого Владимира 2-й степени (06.05.1902),
- Орден Белого орла (28.03.1904),
- Орден Святого Александра Невского (06.12.1908).

## Семья
Супруга (с 10 сентября 1879) — Александра Сергеевна Сипягина (1854—1928), сестра будущего министра внутренних дел Д. С. Сипягина. После революции эмигрировала в Берлин, где в 1922—1924 годах занимала должность председательницы Свято-Князь-Владимирского братства.
Дети – четверо, в том числе:
- Дарья (1888—1984), замужем за Н. А. Татищевым (1889—1948).
- Олег (1889—1970), с 1917 года женат на фрейлине графине Марии Александровне Голенищевой-Кутузовой[3] (1889—1960), дочери А. Ф. Безобразова.

Брат — Николай (1850—1915), директор ряда военно-учебных заведений (1900—1905), военный губернатор Уральской области и наказной атаман Уральского казачьего войска (1911—1913), генерал от кавалерии (1914).